# Chionaema arama
Chionaema arama là một loài bướm đêm thuộc phân họ Arctiinae, họ Erebidae.